# Невиност
Под појмом невиност подразумева се статус особе која није имала полне односе. Физички доказ о невиности не постоји, али се за њега, код жена, узима постојање химена, али то не мора увек бити тачно јер се може поцепати из других разлога (пад са бицикла, случајна повреда вагине, јахање, стављање тампона, и многих других). Невиност има посебно важну улогу код појединих религија и народа, јер по њиховом схватању, невиност показује моралну чистоту и достојност жене.